# Pyramidophorus flavoguttatus
Pyramidophorus flavoguttatus là một loài tò vò trong họ Ichneumonidae.